# Djúpið
Djúpið és una pel·lícula islandesa de l'any 2012 dirigida per Baltasar Kormákur, basat en un fet real del naufragi d'un vaixell de pesca que es va enfonsar davant les costes d'Islàndia el 1984. Va aconseguir onze Edda, entre ells millor film, director i actor de l'any.

## Argument
Inspirat en una historia real el film narra la història d'un mariner (Gulli) que va sobreviure nedant durant hores i hores a les gèlides aigües de l'Àrtic, al sud d'Islàndia, després que s'hagués enfonsat el seu vaixell.

## Repartiment
- Ólafur Darri Ólafsson - Gulli
- Joi Johannsson - Palli
- Thora Bjorg Helga- Halla
- Theódór Júlíusson - Pare d'en Gullis
- Maria Sigurðardóttir - Mare d'en Gullis
- Björn Thors - Hannes
- Þröstur Leó Gunnarsson - Lárus
- Walter Grímsson - Raggi
- Stefán Hallur Stefánsson - Jón

## Al voltant de la pel·lícula
Va ser el film seleccionar per representar Islàndia als premis Oscar 2013 per millor pel·lícula de parla no anglesa. Es va estrenar al Festival Internacional de Cinema de Toronto, on va tenir elogis de la crítica, amb les seves escenes rodades en mar obert. El naufragi i les escenes d'en Gulli nedant (interpretat per Ólafur Darri Ólafsson) són visualment impressionants, però la pel·lícula intenta anar més enllà de l'espectacle i se centra en les repercussions de la seva miraculosa supervivència.
| «                   | Sembla una pel·lícula que pot ser molt específica sobre Islàndia, però també bastant universal i mítica: un home lluitant contra els elements. | » |
| — Baltasar Kormákur | |   |